# 1684 Iguassú
Az 1684 Iguassú (ideiglenes jelöléssel 1951 QE) a Naprendszer kisbolygóövében található aszteroida. Miguel Itzigsohn fedezte fel 1951. augusztus 23-án.